# Attavante degli Attavanti

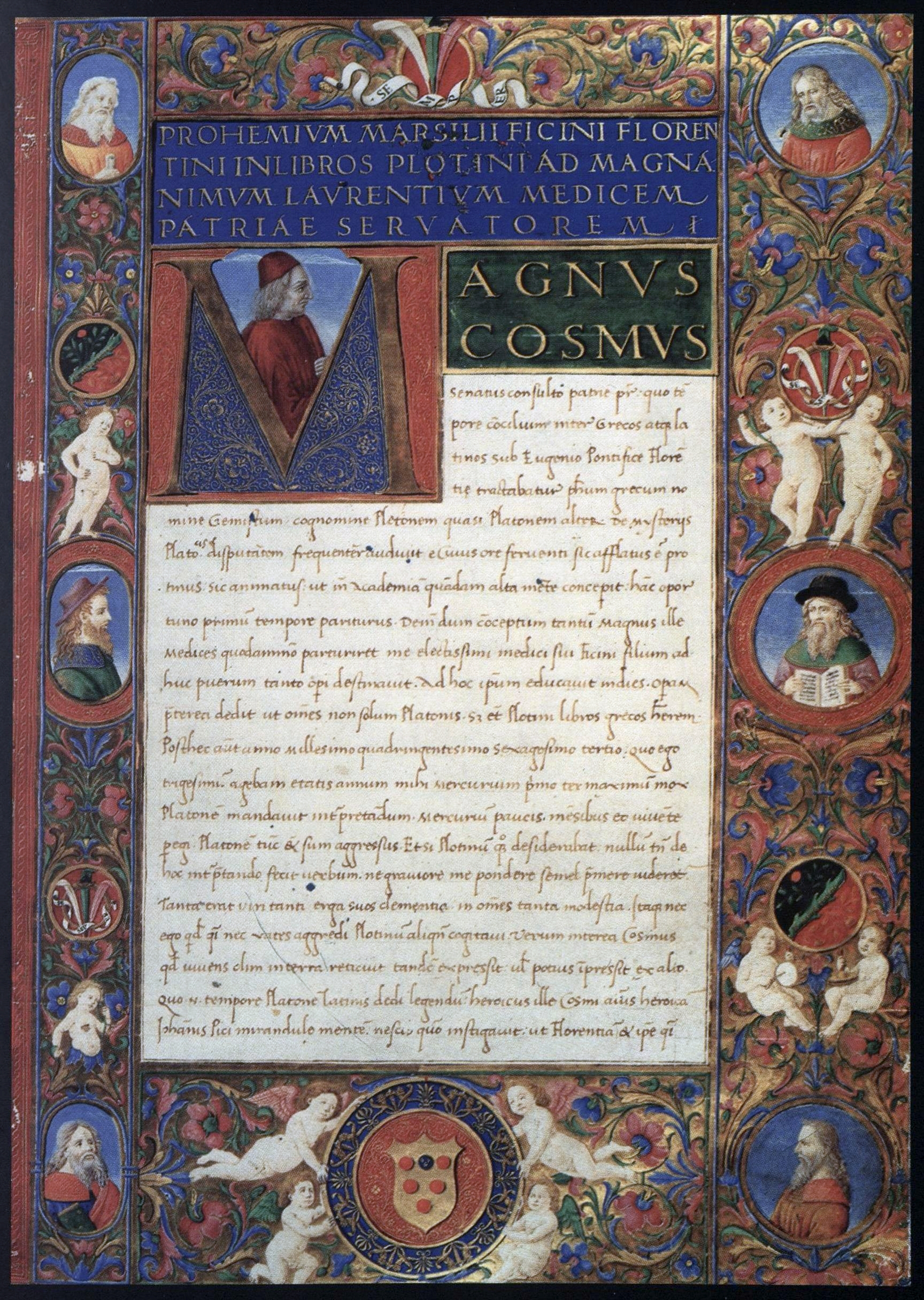
Buchmalerei von Attavante degli Attavanti in einer Handschrift von Marsilio Ficinos lateinischer Übersetzung von Plotins Enneaden (Widmungsexemplar für Lorenzo il Magnifico. Florenz, Biblioteca Medicea Laurenziana, Plut. 82.10, fol. 3r, spätes 15. Jahrhundert)

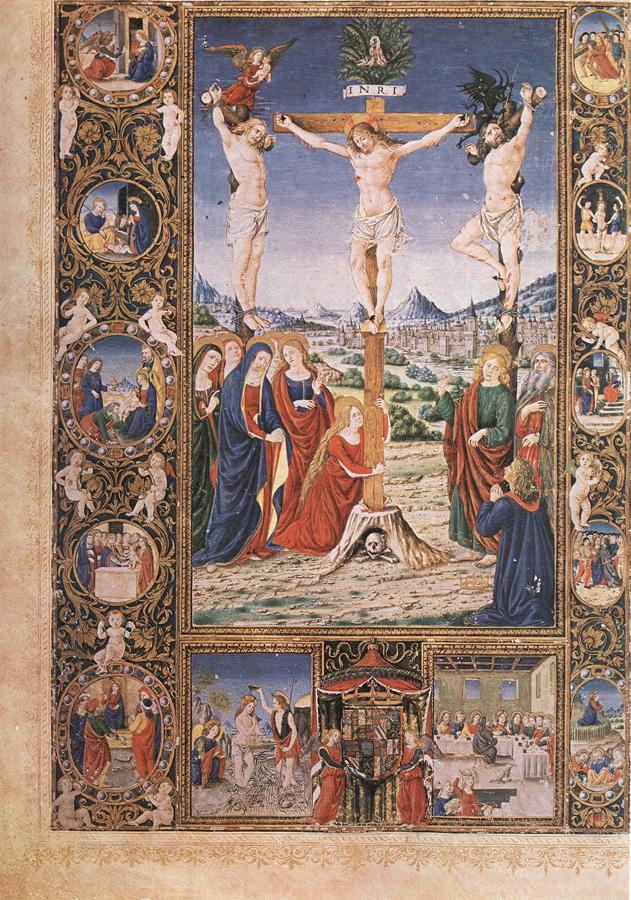
Meßbuch in der Bibliothek zu Brüssel

Attavante degli Attavanti (auch Gabriello di Vante oder Marco Attavánte; * 1452 in Castelfiorentino; † um 1525 in Florenz) war ein italienischer Maler.

## Familie
Attavante war der zweite Sohn von sechs Kindern der Monna Bartola, einer Tochter des Pfarrers Messer Stoldo de’ Rossi von Castelfiorentino und des Gabriello di Vante († 1481), der vermutlich dem vornehmen Florentiner Adelsgeschlecht Attavanti angehörte. Nach dem Tod seines Vaters 1481 erbte Attavante ein Drittel des väterlichen Hauses in Castelfiorentino und einen kleinen Bauernhof in Pisangoli. In Florenz bewohnte er seit 1491 sein eigenes Haus in der Via Fiesolana und besaß zudem in Santa Maria a Montici in der Umgebung der Stadt ein zweites Haus mit Garten.
Attavante war zweimal verheiratet:
- von 1490 bis 1494 mit Violante, Tochter des Florentiners Niccolò Berardi, die in Spanien geboren wurde.
- von 1495 bis zu seinem Tode mit Maria, Tochter des Fellgerbers Tom[m]aso Uberti, die ihm eine Mitgift von 180 „fiorini di sugello“ einbrachte

Von den sechs Söhnen aus zweiter Ehe überlebte ihn nur Francesco, mit dem um 1550 der florentinische Zweig der Familie ausstarb.

## Künstlerisches Wirken
Nach der Meinung des Kunsthistorikers Gaetano Milanesi, aber auch in anderen Quellen, könnte der Miniaturist Francesco di Antonio del Chierico sein Lehrmeister gewesen sein, was jedoch nach Ansicht von Paolo D’Ancona eher unwahrscheinlich ist.
Er war seit 1476 in der Ausführung von Miniaturmalereien in Bibeln, Meß- und Evangelienbüchern, Antiphonarien und Handschriften von Werken antiker Autoren für den Herzog von Urbino Federico da Montefeltro, für die Mediceer, den Dom von Florenz und besonders für König Matthias Corvinus von Ungarn tätig, wobei die 19 ihm von Milanesi zugeschriebenen Corvinacodizes nicht sicher von ihm stammen. Die von Attavante in den Jahren 1483 und 1484 ausgeführte Missale für Thomas I. James, den Bischof von Dol, die lange Zeit als verschollen galt, soll 1882 entdeckt und als Le missel de Thomas James, évêque de Dol eines der Cimelien der Kathedrale von Lyon sein.
Er komponierte seine Randverzierungen, Kopfleisten, Initialen etc. mit einem großen Aufwand von Phantasie und Geschmack im Geiste der Frührenaissance und gab ihnen durch Einfügung von Nachbildungen antiker Gemmen, Büsten, Statuen, Edelsteine und von allerlei Tiergestalten einen großen malerischen und stofflichen Reiz. Auffallend sind die vier in den Ecken angeordneten Porträtbildnisse. Seine Hauptwerke sind:
- Johannes Chrysostomos: Homilien über den ersten Brief an Timoteum
- Johannes Chrysostomos: Homilien über den Korintherbrief (ehemals in der kaiserlichen Bibliothek zu Sankt Petersburg)
- Psalmcommentar des hl. Augustinus
- Commentar des hl. Athanasius über die Römerbriefe
- Brevier des Graner Erzbischofs[6]
- Meßbuch in der Bibliothek zu Brüssel (um 1485/87)
- Commentar des hl. Hieronymus zum Ezechiel (1485–1490)[7]
- Briefe des hl. Augustinus (1485–1490)[7]
- Breviarium in Psalmos des hl. Hieronymus (signiert und datiert 1488)
- Handschrift des Martianus Capella (Markusbibliothek in Venedig 1889)
- Bibel in der Bibliothek des Vatikans
- Bibel von sieben Bänden im Kloster Belem in Portugal
- Domenico Calderini: Comentaria in Juvenalem (Signiert mit „Attavantes de florentia pinsit“)

Auch werden ihm drei Handschriften der Hamiltonschen Sammlung in Berlin zugeschrieben.